# Olchowiec (powiat chełmski)
Olchowiec – wieś w Polsce położona w województwie lubelskim, w powiecie chełmskim, w gminie Wierzbica. Obok miejscowości przepływa niewielka rzeka Świnka, dopływ Wieprza.
| SIMC    | Nazwa       | Rodzaj    |
| ------- | ----------- | --------- |
| 0109441 | Kawetczyzna | część wsi |
| 0109458 | Ostrowie    | część wsi |

W latach 1867–1954 istniała gmina Olchowiec. W latach 1975–1998 miejscowość należała administracyjnie do województwa chełmskiego. 
Olchowiec jest sołectwem w gminie Wierzbica, jest także siedzibą rzymskokatolickiej parafii św. Maksymiliana Marii Kolbego. Według Narodowego Spisu Powszechnego (III 2011 r.) wieś liczyła 388 mieszkańców i była piątą co do wielkości miejscowością gminy.

## Zabytki
Kościół pw. św. Małgorzaty